# Grand Prix d'Ouverture La Marseillaise 1993
Il Grand Prix d'Ouverture La Marseillaise 1993, quattordicesima edizione della corsa, si svolse il 2 febbraio 1993 su un percorso di 129,5 km, con partenza da Aubagne e arrivo a Gardanne, in Francia. La vittoria fu appannaggio del francese Didier Rous, che completò il percorso in 3h18'50", alla media di 39,078 km/h, precedendo i connazionali Eddy Seigneur e Armand de Las Cuevas.
Sul traguardo di Gardanne 33 ciclisti portarono a termine la competizione.

## Ordine d'arrivo (Top 10)
| Pos. | Corridore              | Squadra                 | Tempo    |
| ---- | ---------------------- | ----------------------- | -------- |
| 1    | Didier Rous            | Gan                     | 3h18'50" |
| 2    | Eddy Seigneur          | Gan                     | s.t.     |
| 3    | Armand de Las Cuevas   | Castorama               | a 8"     |
| 4    | Charly Mottet          | Novemail-Histor         | s.t.     |
| 5    | Hervé Garel            | Gan                     | s.t.     |
| 6    | Francis Moreau         | Gan                     | s.t.     |
| 7    | Bart Leysen            | Lotto-Caloi-Mavic       | s.t.     |
| 8    | Francisco Román Martín | Banesto                 | s.t.     |
| 9    | Hendrik Redant         | Collstrop-Assur Carpets | a 22"    |
| 10   | Thierry Claveyrolat    | Gan                     | s.t.     |